# Classens Have

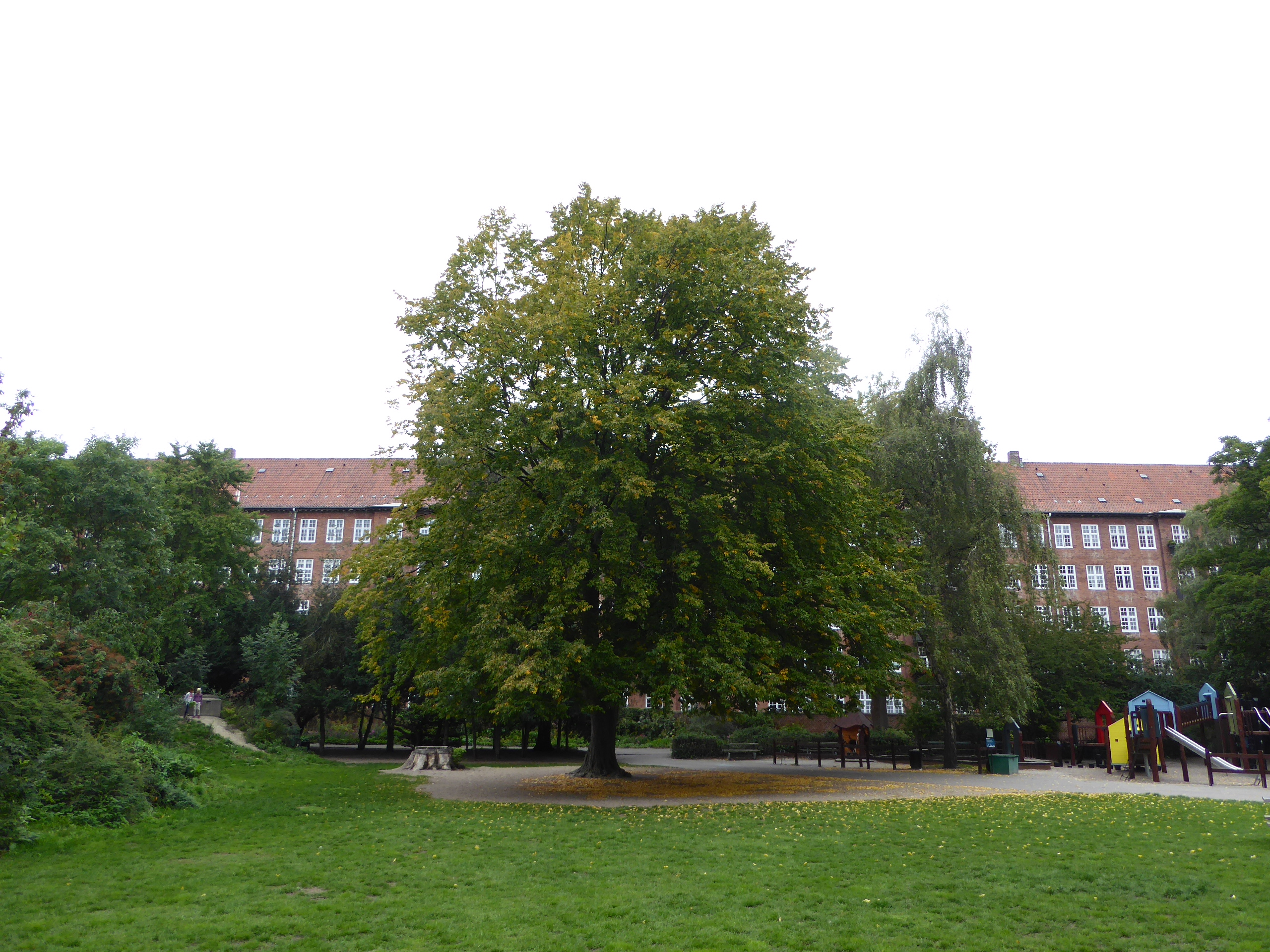
Classens Have, 2018.

Classens Have var en stor egendom i nuvarande stadsdelen Østerbro i Köpenhamn. Dess ursprungliga namn var "Danneskjolds lystgaard". 1755 inköptes den av Johan Frederik Classen, som betydligt utvidgade den. Egendomen blev ryktbar genom ett utfall, som 31 augusti 1807 därifrån gjordes mot de engelska trupper som belägrade staden under slaget om Köpenhamn. Den har sedan styckats och bebyggts. En park med samma namn, också på Østerbro, anlades 1925 invid bostadsområdet Ved Classens Have.